# Reste
Reste is een nummer van de Congolees-Franse zanger en rapper Gims uit 2019, in samenwerking met de Britse muzikant Sting. Het is de dertiende single van Gims' derde studioalbum Ceinture noire, en de derde single van Transcendance, de heruitgave van "Ceinture noire".
"Reste" werd een hit in Franstalig Europa. In Frankrijk bereikte het nummer de 16e positie, ook in Wallonië kende het nummer succes. Het succes wist niet echt door te dringen tot in Vlaanderen; daar bereikte het slechts de Tipparade.